# Военно-воздушные силы Республики Абхазия
Военно-воздушные силы Абхазии — один из видов вооружённых сил Республики Абхазии.

## История
Днём образования ВВС Абхазии считается 27 августа 1992 года. В этот день с Северного Кавказа прилетели первые самолёты и доставили груз военного назначения в Гудауту, на полевой аэродром «Лыхнашта».

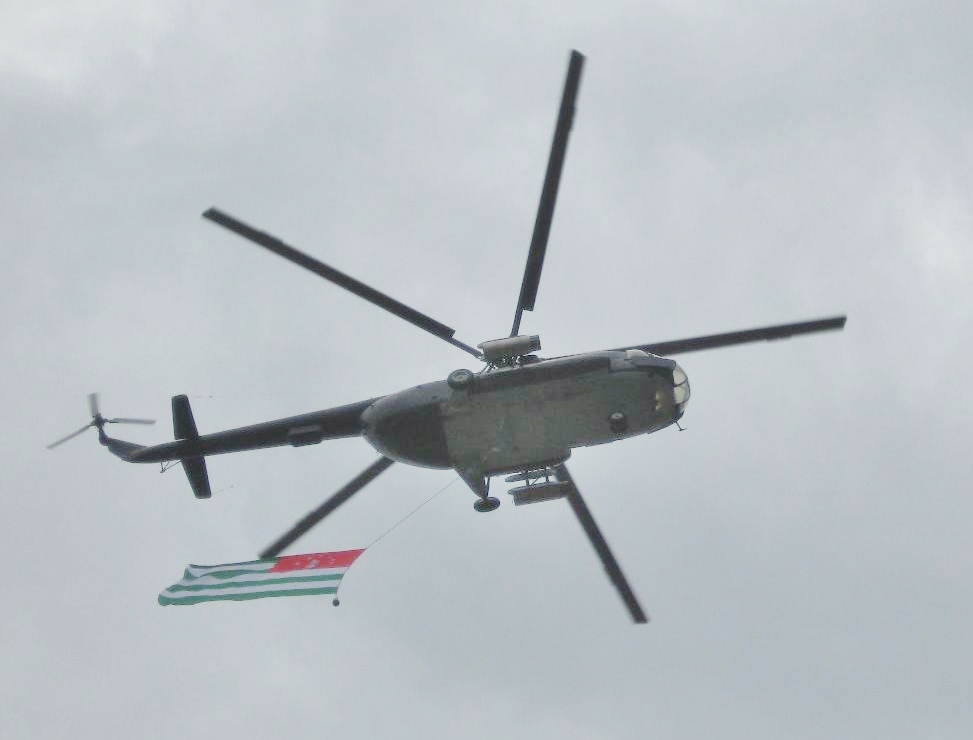
вертолёт Ми-8 несет флаг Абхазии

## Вооружение
| Тип       | Производство | Назначение            | Количество | Примечания |
| Вертолёты | Вертолёты    | Вертолёты             | Вертолёты  | Вертолёты  |
| --------- | ------------ | --------------------- | ---------- | ---------- |
| Ми-8      | СССР         | многоцелевой вертолёт | 2          | —          |
| Ми-24     | СССР         | ударный вертолёт      | 2          | —          |